# جوش كيز
جوش كيز (بالإنجليزية: Josh Keyes)‏ هو رسام أمريكي، ولد في 17 أغسطس 1969 في غينت في الولايات المتحدة. حصل على درجة البكالوريوس من جامعة ييل.

## وصلات خارجية
- موقع الرسام